# Googoosh

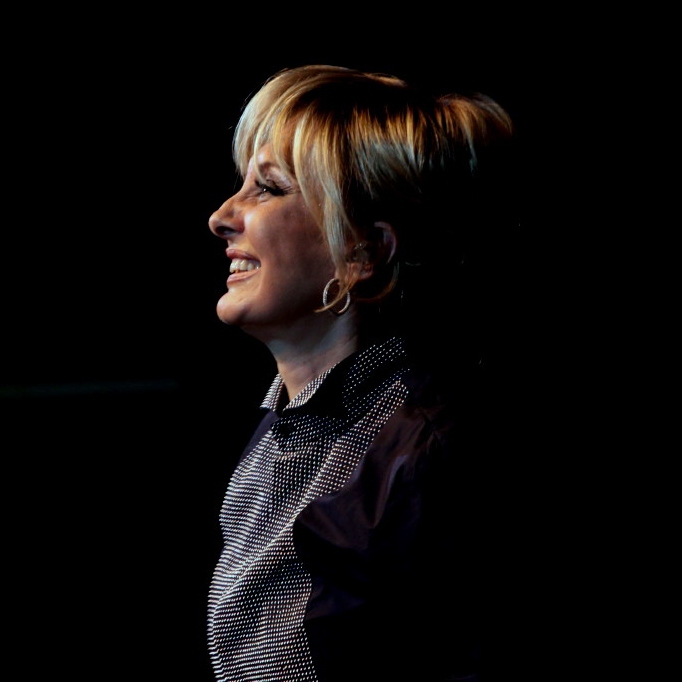
Googoosh

Googoosh （1950年5月5日—）是一位伊朗歌手和前演员。 20世纪50年代至70年代她主演了多部波斯語电影。 
1979年伊朗伊斯蘭革命后，她留在德黑兰，直到2000年離開伊朗。由于伊朗禁止女歌手公開唱歌，在此期间她没有演出。  2000年离开伊朗后，她就在欧洲和北美国家举办演唱会。 